# Francisco Solano López

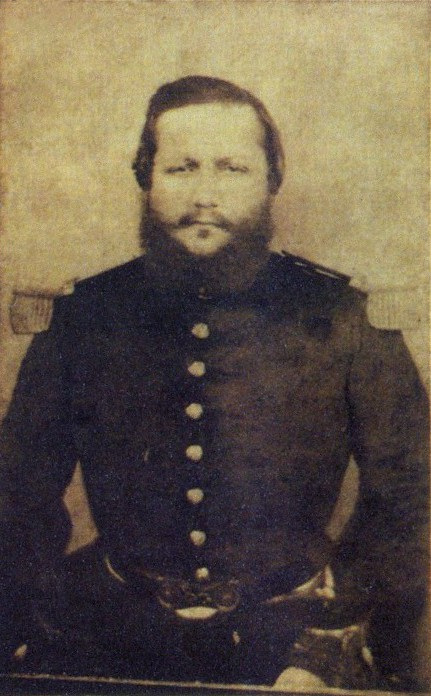
Francisco Solano López

Francisco Solano López Carrillo (* 24. Juli 1827 nahe Asunción, Paraguay; † 1. März 1870 in der Schlacht von Cerro Corá, Paraguay) war von 1862 bis zu seinem Tode 1870 der Präsident Paraguays. Er war der älteste Sohn des Präsidenten Carlos Antonio López und wurde dessen Nachfolger. Er führte und verlor den Tripel-Allianz-Krieg Paraguays gegen Brasilien, Argentinien und Uruguay.

## Leben

### Jugend
Francisco López war von seinem diktatorisch regierenden Vater als künftiger Nachfolger vorgesehen und wurde frühzeitig auf diese Rolle vorbereitet. Er sprach fließend Spanisch und Guaraní und beherrschte Englisch, Französisch und Portugiesisch. Trotz seines jugendlichen Alters wurde er 1846 als Neunzehnjähriger zum General ernannt und mit dem Oberbefehl über die Streitkräfte Paraguays betraut, die in der argentinischen Provinz Corrientes einen Aufstand gegen die argentinische Regierung unterstützen sollten. Der Aufstand brach jedoch vor seinem Eintreffen zusammen, und er kehrte unverrichteter Dinge zurück. Die letztlich folgenlose militärische Expedition bestärkte López in seinem Gefühl, über militärische Erfahrungen zu verfügen.
Im Juni 1853 wurde er von seinem Vater nach Europa geschickt. Er sollte Wissenschaftler, Techniker und Siedler für Paraguay rekrutieren sowie Schiffe und moderne Rüstungsgüter kaufen. Die Reise führte ihn nach England, Frankreich, Spanien und ins Königreich Sardinien-Piemont. In Paris traf er die aus Irland stammende Kurtisane Eliza Lynch, die seine Lebensgefährtin und Mutter seiner Kinder wurde. Er nahm sie mit in die Heimat, wo sie später großen Einfluss erlangte, obwohl er sie nicht heiratete.

### Machtübernahme
Im Januar 1855 traf López wieder in Paraguay ein. Er wurde nun zum Vizepräsidenten und Kriegsminister im Kabinett seines Vaters ernannt. Nach dessen Tod übernahm er im September 1862 sofort die Macht. Dieser Schritt wurde nachträglich durch den Kongress legitimiert. Sein Bruder Venancio wurde sein Nachfolger als Kriegsminister. Die Macht des Präsidenten war absolut, und es wurde ein intensiver Führerkult aufgebaut.
Der in seiner Regierungszeit erbaute und nach ihm benannte Palacio de López in Asuncion ist bis heute Regierungssitz.

### Kriegsausbruch

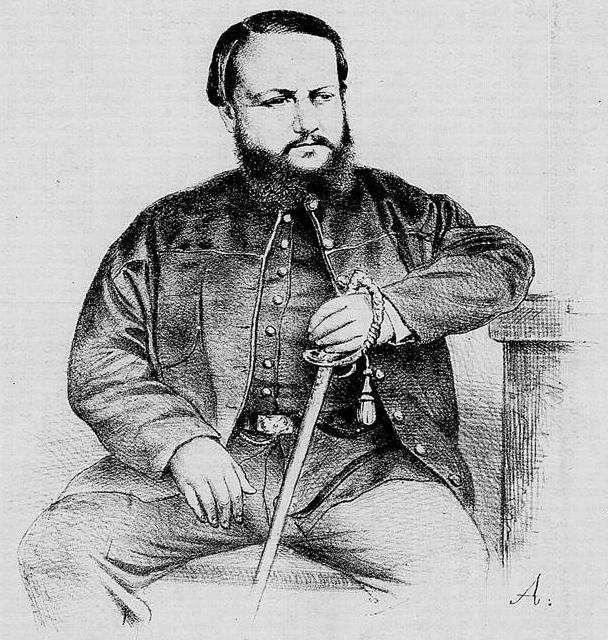
Francisco Solano López.

In Uruguay bestand seit langem ein Konflikt zwischen den Parteien der Colorados und der Blancos, der zeitweilig als Bürgerkrieg mit großer Brutalität ausgetragen wurde. Im April 1863 begann der Führer der Colorados, Venancio Flores, einen Aufstand gegen die von den Blancos kontrollierte Regierung. Dabei wurde er von Argentinien und Brasilien unterstützt. Dadurch geriet die uruguayische Regierung in große Bedrängnis und wandte sich an Paraguay mit der Bitte um Hilfe. López ergriff für die Blancos Partei. Als Brasilien offen in Uruguay militärisch intervenierte, forderte er ein Ende der brasilianischen Einmischung. Da Brasilien darauf ablehnend reagierte, beschlagnahmte er ein brasilianisches Schiff auf dem Río Paraguay, setzte die Besatzung und den an Bord befindlichen Gouverneur der Provinz Mato Grosso gefangen und erklärte Brasilien den Krieg.

### Kriegsverlauf
Im Dezember 1864 entsandte López eine Armee nach Mato Grosso. Die Brasilianer zogen sich dort zurück, sie konzentrierten ihre Kräfte auf den viel wichtigeren Kriegsschauplatz Uruguay. Dort waren sie erfolgreich; am 20. Februar 1865 konnten sie die Hauptstadt Montevideo erobern und Flores zum Präsidenten einsetzen. Damit war der Krieg in Uruguay für die von Paraguay unterstützte Seite bereits verloren.
Um den brasilianischen Truppen in Uruguay entgegentreten zu können, forderte López vom argentinischen Präsidenten Bartolomé Mitre das Recht zum Durchmarsch durch die argentinische Provinz Corrientes. Argentinien, das in dem Krieg offiziell neutral war, de facto aber Schiffe der brasilianischen Armada durch argentinisches Gebiet passieren ließ, lehnte ab. Darauf erfolgte am 18. März 1865 die Kriegserklärung Paraguays an Argentinien. López ließ sich von seinem Kongress zum Marschall ernennen. Die paraguayischen Truppen drangen in Corrientes schnell vor, da sie auf wenig Widerstand stießen, und nahmen die Stadt Corrientes ein. Am 1. Mai 1865 verbündeten sich Brasilien, Argentinien und Uruguay im Tripelallianz-Vertrag zum Zweck gemeinsamer Kriegführung gegen Paraguay. Sie verpflichteten sich im Vertrag, den Krieg bis zum Sturz von López fortzusetzen.
Die Paraguayer konnten ihre Eroberungen in Brasilien und Argentinien nicht halten und wurden auf ihr eigenes Staatsgebiet zurückgedrängt. Dort leisteten sie verzweifelten Widerstand. Nach schweren Niederlagen wurde ihre Lage aussichtslos. Im August 1867 erwog der Diktator zurückzutreten und ins Exil zu gehen. López misstraute mit zunehmender Aussichtslosigkeit der Lage seinen Offizieren und leitenden Beamten und witterte überall Verschwörungen. Er ließ zahlreiche Offiziere hinrichten, teils weil er ihnen die Schuld an militärischen Rückschlägen gab, teils weil er sie mangelnder Loyalität verdächtigte. Auch ein großer Teil der zivilen Führungsschicht wurde zum Tode verurteilt, darunter die beiden Brüder und die beiden Schwestern von López sowie seine Mutter und sein Schwager Vicente Barrios. Das Todesurteil gegen Barrios und einen der Brüder wurde vollstreckt, der Rest der Familie blieb bis zum Kriegsende in Haft. Außer zahlreichen hohen Beamten wurden auch Kabinettsmitglieder, Richter, Bischöfe und Priester sowie mehr als 200 Ausländer, darunter mehrere Diplomaten, auf Befehl von López bzw. nach Urteilen seiner Sondergerichte hingerichtet.
Nach dem Verlust der Hauptstadt Asunción, die am 5. Januar 1869 von den alliierten Truppen eingenommen wurde, setzte López den Widerstand fort. In der Endphase bestand seine Streitmacht großenteils aus schlecht bewaffneten Kriegsinvaliden, Kindern und alten Männern. Schließlich waren die erschöpften und ausgehungerten Überreste der paraguayischen Armee kaum noch kampffähig. López wurde auf der Flucht beim Versuch, den Fluss Aquidabán zu überqueren, von brasilianischen Soldaten gestellt und aufgefordert, sich zu ergeben. Er lehnte dies ab und kämpfte weiter, obwohl er bereits verwundet war, bis er erschossen wurde. Angeblich waren seine letzten Worte „Ich sterbe mit meinem Land“.

## Nachwirkungen und Beurteilungen
Der Krieg war für Paraguay eine Katastrophe, die Staat und Volk an den Rand der Vernichtung führte. Die Schätzungen der Verluste an Bevölkerung schwanken zwischen der Hälfte und vier Fünfteln der Vorkriegsbevölkerung des Landes; von den Überlebenden waren viele invalid. Nach der Einnahme der Hauptstadt setzten die Siegermächte eine Regierung von López-Gegnern ein. In den folgenden Jahrzehnten dominierte in Paraguay ebenso wie in den Nachbarländern die Sichtweise der Sieger, López wurde als Kriegsverbrecher beschrieben. Im 20. Jahrhundert setzte in Paraguay eine Gegenbewegung ein; 1912 veröffentlichte der paraguayische Historiker Juan Emiliano O’Leary eine Geschichte des Krieges, die López als Nationalhelden verherrlichte. Diese Wertung setzte sich seit den dreißiger Jahren durch. Besonders unter dem Diktator Alfredo Stroessner, der 1954–1989 regierte, wurde seitens des paraguayischen Staates ein Heldenkult um López betrieben. So sind die sterblichen Überreste von López heute neben anderen paraguayischen Militärs und Politikern im nationalen Pantheon auf der Plaza de los Héroes (Platz der Helden) bestattet, das Gesicht von López ziert den 1.000-Guaraní-Geldschein und die diesen ersetzende 1000-Guaraní-Münze.
Die Urteile der neueren Historiker sind bis in die Gegenwart unterschiedlich ausgefallen. Einigkeit besteht darüber, dass López von den Aufgaben, die er sich selbst gestellt hatte, weit überfordert war, diplomatisch ungeschickt agierte und schwere politische und militärische Fehler beging, die wesentlich zur Niederlage beitrugen. Seine Politik und Kriegführung lässt keine klaren und realistischen strategischen Ziele erkennen, seine wichtigsten Entscheidungen waren bloße Reaktionen auf Schritte seiner Gegner. Seine Entschlossenheit, bis zum letzten Mann zu kämpfen, ergab keinen Sinn. Sehr erfolgreich war hingegen seine Propaganda im Inland, mit der es ihm gelang, alle personellen und materiellen Ressourcen für den Krieg zu mobilisieren.
Manche Historiker betonen den Umstand, dass unter der López-Diktatur das Wirtschaftsleben in Paraguay weitgehend von der Regierung – d. h. der schwerreichen Familie López – kontrolliert und dominiert wurde. Daher konnten europäische und US-amerikanische Firmen auf dem paraguayischen Markt wenig ausrichten und waren an einem Sturz des Diktators interessiert. Argentinien hingegen betrieb damals eine liberale Wirtschaftspolitik. Der britischen Regierung hat man eine ökonomisch motivierte maßgebliche Einflussnahme zugunsten der Alliierten unterstellt, allerdings mit unzulänglichen Belegen.
Strittig sind hauptsächlich folgende Fragen:
- Manche Historiker meinen, dass López von Anfang an einen Angriffskrieg geplant hatte in der Absicht, die Nachbarstaaten zu besiegen und ihnen Teile ihres Territoriums zu entreißen.[29] Andere sind der Ansicht, dass er befürchtete, Brasilien und Argentinien würden früher oder später in Paraguay eingreifen, um ihn zu stürzen. Dieser Deutung zufolge führte er einen Präventivkrieg aus Angst um seine Herrschaft.[30] Eine These besagt, der argentinische Präsident Mitre habe López geschickt zur Kriegserklärung provoziert und so in eine Falle gelockt.[31]
- Unklar ist, in welchem Ausmaß es tatsächlich während des Krieges Verschwörungen gegen López gegeben hat. Die eine Auffassung lautet, dass der Diktator krankhaft misstrauisch war und die vielen Hinrichtungen vermeintlicher oder echter Gegner, die auch als „San Fernando-Massaker“ bezeichnet werden, aufgrund haltloser Verdächtigungen und Anschuldigungen anordnete. Die Gegenthese besagt, dass in der Endphase des Krieges Teile der paraguayischen Staats- und Armeeführung tatsächlich einen Putsch gegen López planten, um ihn durch einen seiner Brüder zu ersetzen und den aussichtslos gewordenen Krieg zu beenden.[32]